# قوم-شورو (شهرستان آلای)
قوم-شورو (به لاتین: Kum-Shoro)  روستا در قرقیزستان است که در استان اوش واقع شده‌است. قوم-شورو ۸۰۳ نفر جمعیت دارد.